# Tolhuin
Tolhuin je manjše mesto v skrajno južni argentinski provinci Tierra del Fuego, Antártida e Islas del Atlántico Sur. Na popisu leta 2010 je štelo 2949 prebivalcev.
Mesto leži ob vzhodnem koncu jezera Fagnano, ob vznožju gore Cerro Michi in na meji, kjer začne ravnina ob atlantski obali prehajati v gorovje (Darwinovo gorovje kot skrajni južni konec Andov). Je edino naselje ob cesti med večjima mestoma Río Grande (leži 133 km severno) in Ushuaia (104 km jugozahodno).
Mesto je bilo ustanovljeno 9. oktobra 1972. Poimenovali so ga po selknamski (jeziku staroselskega ljudstva Selknamovm' ki je prvotno živelo na tem območju) besedi, ki pomeni »kot srce«, s čimer je poudarjena lega v osrčju Ognjene zemlje.

## Glejte tudi
- seznam mest v Argentini